# Iglesia de San Vicente Mártir (Acosta)
La iglesia de San Vicente Mártir es un edificio situado en el concejo español de Acosta, en la provincia de Álava.

## Descripción
El edificio se encuentra en el concejo español de Acosta, del municipio de Cigoitia, perteneciente a la provincia de Álava, en la comunidad autónoma del País Vasco. Se menciona como iglesia parroquial del lugar en el primer volumen del Diccionario geográfico-estadístico-histórico de España y sus posesiones de Ultramar de Pascual Madoz, donde aparece descrita con las siguientes palabras: «cuya igl. parr. (S. Vicente mr.) se halla servida por un beneficiado». En el tomo de la Geografía general del País Vasco-Navarro dedicado a Álava y escrito por Vicente Vera y López, se dice lo siguiente: «Su iglesia, dedicada á San Vicente mártir, es de categoría rural de segunda y pertenece al arciprestazgo de Cigoitia».